# Пійла
Пі́йла (ест. Piila küla) — село в Естонії, у волості Ляене-Сааре повіту Сааремаа.

## Населення
Чисельність населення на 31 грудня 2011 року становила 36 осіб.

## Географія
Дістатися села можна автошляхом 124 (Лаадьяла — Кар'я), повертаючи на схід у селі Ейкла.

## Історія
До 12 грудня 2014 року село входило до складу волості Каарма.

## Пам'ятки
У 1873 році в селі була побудована православна церква Святого Михайла (ест. Piila Peaingel Miikaeli kirik). Храм належить до Естонської Апостольсько-Православної Церкви.